# Tiếng Hindi Fiji
Tiếng Hindi tại Fiji, còn được gọi là tiếng Hindustan tại Fiji, là một ngôn ngữ được nói ở Fiji bởi hầu hết công dân Fiji gốc Ấn Độ. Nó có nguồn gốc chủ yếu từ tiếng Awadh và tiếng Bhojpur hoặc những phương ngữ tiếng Hindi và cũng có những từ bắt nguồn từ những ngôn ngữ Ấn Độ khác. Tiếng Hindi tại Fiji cũng đã vay mượn nhiều từ vựng từ tiếng Fiji và tiếng Anh. Mối quan hệ giữa tiếng Hindi tại Fiji và tiếng Hindi tương tự như mối quan hệ giữa tiếng Afrikaans và tiếng Hà Lan. Nhiều từ riêng của tiếng Hindi tại Fiji được sáng chế để miêu tả môi trường mới của những người Fiji gốc Ấn Độ. Thế hệ người Fiji gốc Ấn Độ đầu tiên sử dụng ngôn ngữ này như một ngôn ngữ chung ở Fiji, họ gọi nó là Fiji Baat (lời nói Fiji). Các bài ngôn ngữ học gần đây đã xác nhận rằng tiếng Hindi tại Fiji "là một phương ngữ riêng dựa trên tiếng Hindi theo kiểu nói tại Ấn Độ nhưng với ngữ pháp và từ vựng đặc biệt của riêng mình thích hợp cho Fiji."